# Île de Shidvar
L'île de Shidvar ou Shatvar est une île iranienne, dans le Golfe Persique. Elle se trouve à 16,1 km des Îles Lavan et à 25,6 km de Hendirabi.
L'île a été déclarée refuge faunique en 1971 et désignée site Ramsar en 1999.
L'île entière est une réserve naturelle appelée "Shidvar Wildlife Refuge"; les tortues imbriquées viennent y pondre.